# Chariesthes flavolineata
Chariesthes flavolineata là một loài bọ cánh cứng trong họ Cerambycidae.